# 수녀

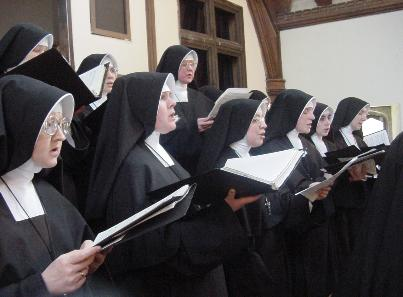
그레고리오 성가를 부르는 마리아의 딸회 수녀들

수녀(修女, nun)는 기독교의 여성 수도자를 가리키는 말이다. 주로 로마 가톨릭교회, 동방 정교회, 성공회, 루터교 등에서 채택되고 있다. 그 밖의 종교인 불교, 자이나교, 도교에서도 이와 유사한 수도녀의 개념이 있다.

## 가톨릭
가톨릭교회에는 전통적으로 다양한 수녀원 및 수녀회가 있으며, 저마다 카리스마와 특색이 다양하다.
보통 가톨릭교회의 수녀가 되려면 특정 연령 이하의 독신여성이어야 하며, 수도원에서 실시하는 모임에 참여하면서 수도생활을 준비한다. 수도원에 입회한 열망자는 6개월 간 기도생활, 교리와 전례, 성경, 예절, 수도원의 역사, 성가 등의 공부와 수도원의 공동일을 하면서 자신의 성소를 확인한다. 수도성소에 대한 확신이 들면 지원자가 되어 수녀회 입회식을 거친다. 지원자 기간에는 공부와 공동노동을 실천하며, 기간이 끝나면 수련수녀가 되어 하얀 베일과 수녀복을 입는다. 수련수녀 기간에도 공부와 노동을 통해 수도자로서 갖추어야 할 기본 소양을 익힌다. 수련수녀가 정기서약을 통해 검정베일과 정복을 착용하게 되면  일생동안 청빈과 정결과 순명의 생활을 할 것을 서약하는 종신서약을 준비한다. 종신서약을 마치면 수녀가 되어 하느님을 섬기게 된다. 종신서약을 마친 이후의 수녀는 결혼을 할 수 없으며 결혼을 하려면 종신서약을 취소한 뒤 수녀를 그만둬야 한다.
교회법 제669조 제1항에 따라 “수도자들은 자기의 축성의 표지와 청빈의 증거로서 고유법의 규범에 따라 정해진 수도복을 입어야 한다.”라고 규정되어 있다. 수도복은 수도회에 따라 형태와 색상이 조금씩 따르다. 전통적인 수녀복의 기본 양식은 긴 치마 형태의 튜닉에 허리에 매는 천이나 가죽으로 된 띠 그리고 머리두건 등으로 구성되어 있다. 어떤 수녀회에서는 튜닉 위에 스카풀라를 걸쳐 입도록 하고 있는데, 이 스카풀라는 양모로 만든 넓은 형태의 의복으로 어깨 위에 걸치고 머리 부분은 나올 수 있도록 터 놓았다. 또 다른 수녀회에서는 얼굴 둘레를 윔플로 감싸고 머리를 가리는 두건에 베일을 덧입도록 하고 있다. 글라라회 같은 수녀회의 경우, 허리띠에 커다란 묵주를 착용한다. 베네딕토회의 수녀원장들은 목에 십자가가 달린 목걸이를 패용한다.

## 같이 보기
- 권사
- 무녀
- 수도주의
- 출가자
- 사제
- 사두
- 마르틴 루터